# 于之一
于之一（1918年12月—2001年1月28日），女，河北宁津人，中国政治人物。原甘肃省妇联主任，甘肃省人大常委会委员。

## 生平
1918年12月出生于直隶省宁津县。1938年9月加入中国共产党。早年先后在宁津县、庆云县、乐陵县、东光县、济南市等地从事妇女儿童工作。1949年10月中华人民共和国成立后，历任江苏省徐州市妇委书记兼妇联主任，全国妇联办公室副主任、宣传部宣传科长，北京市二十四中副校长，兰州大学中文系党总支书记、图书馆馆长等职。1978年7月，任甘肃省妇联主任、全国妇联第四届执委会委员，甘肃省人大常委会委员，1985年9月兼任省人大常委会教育科学文化委员会副主任委员。
1989年12月离休。2001年1月28日在兰州逝世，葬于兰州华林山烈士陵园。